# Donji Varoš
Donji Varoš su naselje u općini Stara Gradiška u Brodsko-posavskoj županiji. Nalaze se istočno od Stare Gradiške, susjedno selo su Pivare. Prema popisu stanovništva iz 2001. godine Donji Varoš je imao 298 stanovnika od toga 276 Hrvata, dok je prema popisu stanovništva iz 2011. godine imao 284 stanovnika
| broj stanovnika | 861   | 947   | 894   | 874   | 774   | 788   | 701   | 777   | 603   | 585   | 535   | 502   | 487   | 484   | 298   | 284   | 206   |
|                 | 1857. | 1869. | 1880. | 1890. | 1900. | 1910. | 1921. | 1931. | 1948. | 1953. | 1961. | 1971. | 1981. | 1991. | 2001. | 2011. | 2021. |

- Fusnota Naselje Donji Varoš 1880. i 1890. godine sadrži podatke za naselje Pivare.